# Hal Needham
Hal Brett Needham, (Memphis, Tennessee, 6 de marzo de 1931 – Los Ángeles, California, 25 de octubre de 2013) fue un especialista, cineasta y actor estadounidense de cine y televisión.
Falleció el 25 de octubre de 2013 en Los Ángeles (California) a los 82 años de edad.

## Selección de su filmografía

### Director
- Los Caraduras (1977)
- Hooper, el increíble (1978)
- Cactus Jack (1979)
- Vuelven los caraduras (1980)
- Los locos del Cannonball (1981)
- Megaforce (1982)
- As de plumas (1983)
- Los locos del Cannonball II (1984)
- Rad (1986)
- Body Slam (1986)